# Urfadern
Urfadern (eller "Fadern", "Den Store Fadern") är en av C G Jungs arketyper. Han är den manlige motsvarigheten till Urmodern.
Fadern framställs ofta som klok, med karaktärsdrag som påminner om Den gamle mannen, men till skillnad från denne nöjer han sig inte med att ge kloka råd utan ingriper ofta för att bli åtlydd. Han kan liksom urmodern vara både sträng och kärleksfull.
Ett typiskt exempel på en gud som personifierar Urfadern är Gud i de monoteistiska religionerna (jämför Fadern i den kristna treenigheten), Zeus, Kronos och Uranus i grekisk mytologi och Oden i nordisk.